# Euxoa
Euxoa là một chi bướm đêm thuộc họ Noctuidae.

## Các loài
- Euxoa aberrans McDunnough, 1932
- Euxoa absona Lafontaine, 1987
- Euxoa acuminifera (Eversmann, 1854)
- Euxoa adumbrata (Eversmann, 1842)
- Euxoa aequalis (Harvey, 1876)
- Euxoa agema (Strecker, 1899)
- Euxoa albipennis (Grote, 1876)
- Euxoa altens McDunnough, 1946
- Euxoa anarmodia (Staudinger, 1897)
- Euxoa annulipes (Smith, 1890)
- Euxoa antica Lafontaine, 1974
- Euxoa apopsis Troubridge & Lafontaine, 2010
- Euxoa aquilina (Denis & Schiffermüller, 1775)
- Euxoa atomaris (Smith, 1890)
- Euxoa atristrigata (Smith, 1890)
- Euxoa aurantiaca Lafontaine, 1974
- Euxoa auripennis Lafontaine, 1974
- Euxoa aurulenta (Smith, 1890)
- Euxoa austrina Hardwick, 1968
- Euxoa auxiliaris – Army Cutworm (Grote, 1873)
- Euxoa baja Lafontaine, 1987
- Euxoa basalis (Grote, 1879)
- Euxoa basigramma (Staudinger, 1870)
- Euxoa beatissima (Rebel, 1917)
- Euxoa bicollaris (Grote, 1878)
- Euxoa bifasciata (Smith, 1888)
- Euxoa biformata Smith, 1910
- Euxoa birivia (Denis & Schiffermüller, 1775)
- Euxoa bochus (Morrison, 1874)
- Euxoa bogdanovi (Erschov, 1873)
- Euxoa bostoniensis (Grote, 1874)
- Euxoa brevipennis (Smith, 1888)
- Euxoa brunneigera (Grote, 1876)
- Euxoa camalpa (Dyar, 1912)
- Euxoa campestris (Grote, 1875)
- Euxoa cana Lafontaine, 1974
- Euxoa canariensis Rebel, 1902
- Euxoa cashmirensis Hampson 1903
- Euxoa castanea Lafontaine, 1981
- Euxoa catenula (Grote, 1879)
- Euxoa centralis (Staudinger, 1899)
- Euxoa chimoensis Hardwick, 1966
- Euxoa choris (Harvey, 1876)
- Euxoa christophi (Staudinger, 1870)
- Euxoa churchillensis (McDunnough, 1932)
- Euxoa cicatricosa (Grote & Robinson, 1865)
- Euxoa cinchonina (Guenée, 1852)
- Euxoa cincta Barnes & Benjamin, 1924
- Euxoa cinereopallida (Smith, 1903)
- Euxoa cinnabarina Barnes & McDunnough, 1918
- Euxoa citricolor (Grote, 1880)
- Euxoa clauda Püngeler, 1906
- Euxoa clausa McDunnough, 1923
- Euxoa coconino Lafontaine, 1987
- Euxoa cognita (Staudinger, 1881)
- Euxoa comosa (Morrison, 1876)
- Euxoa cona (Strecker, 1898)
- Euxoa conjuncta (Smith, 1890)
- Euxoa conspicua (Hübner, [1827])
- Euxoa continentalis Reisser, 1935
- Euxoa cos (Hübner, [1824])
- Euxoa costata (Grote, 1876)
- Euxoa crassilinea (Wallengren, 1860)
- Euxoa crypta (Dadd, 1927)
- Euxoa cryptica Hardwick, 1968
- Euxoa culminicola (Staudinger, 1870)
- Euxoa cursoria – Coast Dart (Hufnagel, 1766)
- Euxoa dargo (Strecker, 1898)
- Euxoa declarata (Walker, 1865)
- Euxoa decora (Denis & Schiffermüller, 1775)
- Euxoa deficiens (Wagner, 1913)
- Euxoa derrae Hacker, 1985
- Euxoa deserta (Staudinger, 1870)
- Euxoa deserticola I.Kozhantshikov, 1937
- Euxoa detersa (Walker, 1856)
- Euxoa diaphora Boursin, 1928
- Euxoa difformis (Smith, 1900) (đồng nghĩa: Euxoa mercedes Barnes & McDunnough, 1912)
- Euxoa dissona (Möschler, 1860)
- Euxoa distinguenda (Lederer, 1857)
- Euxoa divergens (Walker, [1857])
- Euxoa dodi McDunnough, 1923
- Euxoa edictalis (Smith, 1893)
- Euxoa emma L. G. Crabo & A. Crabo, 2007
- Euxoa emolliensis (Hampson, 1905)
- Euxoa enixa (Püngeler, 1906)
- Euxoa eruta (Hübner, [1827])
- Euxoa excogita (Smith, 1900)
- Euxoa extranea (Smith, 1888)
- Euxoa fallax (Eversmann, 1854)
- Euxoa faulkneri Mustelin, 2000
- Euxoa fissa Staudinger, 1895
- Euxoa flavicollis (Smith, 1888)
- Euxoa flavidens (Smith, 1888)
- Euxoa flavogrisea Corti, 1932
- Euxoa foeda (Lederer, 1855)
- Euxoa foeminalis (Smith, 1900)
- Euxoa franclemonti Lafontaine, 1987
- Euxoa fumalis (Grote, 1873)
- Euxoa furtivus (Smith, 1890)
- Euxoa fuscigera (Grote, 1874) (sometimes misspelled as fuscigerus)
- Euxoa glabella Wagner, 1930
- Euxoa goetria I.Kozhantshikov, 1929
- Euxoa guadalupensis Lafontaine & Byers, 1982
- Euxoa hardwicki Lafontaine, 1987
- Euxoa hastifera (Donzel, 1848)
- Euxoa haverkampfi (Standfuss, 1893)
- Euxoa henrietta (Smith, 1900)
- Euxoa heringi (Staudinger, 1877)
- Euxoa hilaris (Freyer, 1838)
- Euxoa hollemani (Grote, 1874) (đồng nghĩa: Euxoa andera Smith, 1910)
- Euxoa homicida (Staudinger, 1900)
- Euxoa hyperborea Lafontaine, 1987
- Euxoa idahoensis (Grote, 1878)
- Euxoa immixta (Grote, 1881)
- Euxoa inconcinna (Harvey, 1875)
- Euxoa infausta (Walker, 1865)
- Euxoa infracta (Morrison, 1875)
- Euxoa inscripta Lafontaine, 1981
- Euxoa intermontana Lafontaine, 1975
- Euxoa intolerabilis (Püngeler, 1902)
- Euxoa intrita (Morrison, 1875)
- Euxoa inyoca Benjamin, 1936
- Euxoa juliae Hardwick, 1968
- Euxoa karschi (Graeser, [1890] 1889)
- Euxoa laetificans Smith, 1894
- Euxoa lafontainei Metzler & Forbes, 2009
- Euxoa latro (Barnes & Benjamin, 1926)
- Euxoa lecerfi Zerny, 1934
- Euxoa leuschneri Lafontaine, 1987
- Euxoa lewisi (Grote, 1873)
  - Euxoa lewisi lewisi (Grote, 1873)
  - Euxoa lewisi julia Hardwick, 1968
- Euxoa lilloeet McDunnough, 1927
- Euxoa lineifrons (Smith, 1890)
- Euxoa lucida Barnes & McDunnough, 1912
- Euxoa luctuosa Lafontaine, 1976
- Euxoa macleani McDunnough, 1927
- Euxoa macrodentata Hardwick, 1965
- Euxoa maderensis Lafontaine, 1976
- Euxoa maimes (Smith, 1903)
- Euxoa malickyi Varga, 1990
- Euxoa manitobana McDunnough, 1925
- Euxoa mansour (Le Cerf, 1933)
- Euxoa medialis (Smith, 1888)
- Euxoa melana Lafontaine, 1975
- Euxoa melura McDunnough, 1932
- Euxoa mendelis Fernández, 1915
- Euxoa messoria – Reaper Dart (Harris, 1841)
- Euxoa mimallonis (Grote, 1873)
- Euxoa misturata (Smith, 1890)
- Euxoa mitis (Smith, 1894)
- Euxoa mobergi Fibiger, 1990
- Euxoa moerens (Grote, 1883)
- Euxoa mojave Lafontaine, 1987
- Euxoa montana (Morrison, 1875)
- Euxoa montivaga Fibiger, 1997
- Euxoa muldersi Lafontaine & Hensel, 2010
- Euxoa munis (Grote, 1879)
- Euxoa murdocki (Smith, 1890)
- Euxoa mustelina (Christoph, 1876)
- Euxoa nevada (Smith, 1900)
- Euxoa nevadensis Corti, 1928
- Euxoa nigricans – Garden Dart (Linnaeus, 1761)
- Euxoa niveilinea (Grote, [1883])
- Euxoa nomas Erschov, 1874 (đồng nghĩa: Euxoa incognita (Smith, 1894))
- Euxoa nostra (Smith, 1890)
- Euxoa nyctopis Hampson, 1903
- Euxoa obelisca – Square-Spot Dart (Denis & Schiffermüller, 1775)
- Euxoa obeliscoides (Guenée, 1852)
- Euxoa oberfoelli Hardwick, 1973
- Euxoa oblongistigma (Smith, 1888)
- Euxoa occidentalis Lafontaine & Byers, 1982
- Euxoa ochrogaster – Redbacked Cutworm (Guenée, 1852)
- Euxoa olivalis (Grote, 1879)
- Euxoa olivia (Morrison, 1876)
- Euxoa oncocnemoides (Barnes & Benjamin, 1926)
- Euxoa oranaria (Bang-Haas, 1906)
- Euxoa pallidimacula Lafontaine, 1987
- Euxoa pallipennis (Smith, 1888)
- Euxoa penelope Fibiger, 1997
- Euxoa perexcellens (Grote, 1875)
- Euxoa permixta McDunnough, 1940
- Euxoa perolivalis (Smith, 1905)
- Euxoa perpolita (Morrison, 1876)
- Euxoa pestula Smith, 1904
- Euxoa phantoma (Kozhanchikov, 1928)
- Euxoa pimensis Barnes & McDunnough, 1910
- Euxoa piniae Buckett & Bauer, 1964
- Euxoa plagigera (Morrison, 1875)
- Euxoa pleuritica (Grote, 1876)
- Euxoa pluralis (Grote, 1878)
- Euxoa powelli (Oberthür, 1912)
- Euxoa punctigera (Walker, 1865)
- Euxoa quadridentata (Grote & Robinson, 1865)
- Euxoa quebecensis (Smith, 1900)
- Euxoa recula (Harvey, 1876)
- Euxoa recussa (Hübner, [1817])
- Euxoa redimicula (Morrison, 1875)
- Euxoa ridingsiana (Grote, 1875)
- Euxoa riversii (Dyar, 1903)
- Euxoa robiginosa (Staudinger, 1895)
- Euxoa rockburnei Hardwick, 1973
- Euxoa rufula (Smith, 1888)
- Euxoa rugifrons (Mabille, 1888)
- Euxoa sabuletorum (Boisduval, 1840)
- Euxoa satiens (Smith, 1890)
- Euxoa satis (Harvey, 1876)
- Euxoa sayvana Ronkay, Varga & Hreblay, 1998
- Euxoa scandens (Riley, 1869)
- Euxoa scholastica McDunnough, 1920
- Euxoa scotogrammoides McDunnough, 1932
- Euxoa sculptilis (Harvey, 1875)
- Euxoa segnilis (Duponchel, 1837)
- Euxoa selenis (Smith, 1900)
- Euxoa septentrionalis (Walker, 1865)
- Euxoa serotina Lafontaine, 1975
- Euxoa serricornis (Smith, 1888)
- Euxoa servita (Smith, 1895) (sometimes misspelled as servitus)
- Euxoa setonia McDunnough, 1927
- Euxoa shasta Lafontaine, 1975
  - Euxoa shasta shasta Lafontaine, 1975
  - Euxoa shasta condita Lafontaine, 1975
- Euxoa sibirica (Boisduval, [1837])
- Euxoa siccata (Smith, 1893)
- Euxoa silens (Grote, 1875)
- Euxoa simona McDunnough, 1932
- Euxoa simulata McDunnough, 1946
- Euxoa sinelinea Hardwick, 1965
- Euxoa spumata McDunnough, 1940
- Euxoa stigmatalis (Smith, 1900)
- Euxoa stygialis (Barnes & McDunnough, 1912)
- Euxoa subandera Lafontaine, 1987
- Euxoa taura Smith, 1905 (đồng nghĩa: Euxoa cooki McDunnough, 1925)
- Euxoa teleboa (Smith, 1890)
- Euxoa temera (Hübner, [1808])
- Euxoa terrealis (Grote, 1883)
- Euxoa terrena (Smith, 1900) (sometimes misspelled as terrenus)
- Euxoa tessellata (Harris, 1841)
- Euxoa tibetana (Moore 1878)
- Euxoa tocoyae (Smith, 1900)
- Euxoa triaena Kozhanchikov, 1929
- Euxoa trifasciata (Smith, 1888)
- Euxoa tristicula (Morrison, 1875)
- Euxoa tristis (Staudinger, 1898)
- Euxoa tritici – Whiteline Dart (Linnaeus, 1761)
- Euxoa tronellus (Smith, 1903)
- Euxoa unica McDunnough, 1940
- Euxoa ustulata Lafontaine, 1976
- Euxoa vallus (Smith, 1900)
  - Euxoa vallus vallus (Smith, 1900)
  - Euxoa vallus luteosita (Smith, 1900)
  - Euxoa vallus bivittata (Smith, 1900)
- Euxoa velleripennis Lafontaine, 1987
- Euxoa vernalis Lafontaine, 1976
- Euxoa vetusta (Walker, 1865)
- Euxoa violaris (Grote & Robinson, 1868)
- Euxoa vitta (Esper, 1789)
- Euxoa wagneri Corti, 1926
- Euxoa westermanni (Staudinger, 1857)
- Euxoa wilsoni (Grote, 1873)
- Euxoa xasta Barnes & McDunnough, 1910
- Euxoa zernyi Boursin, 1944

## Hình ảnh

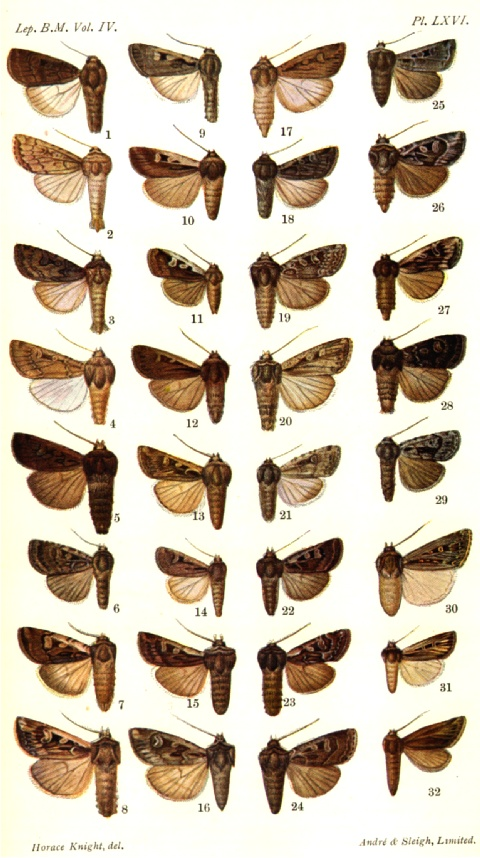
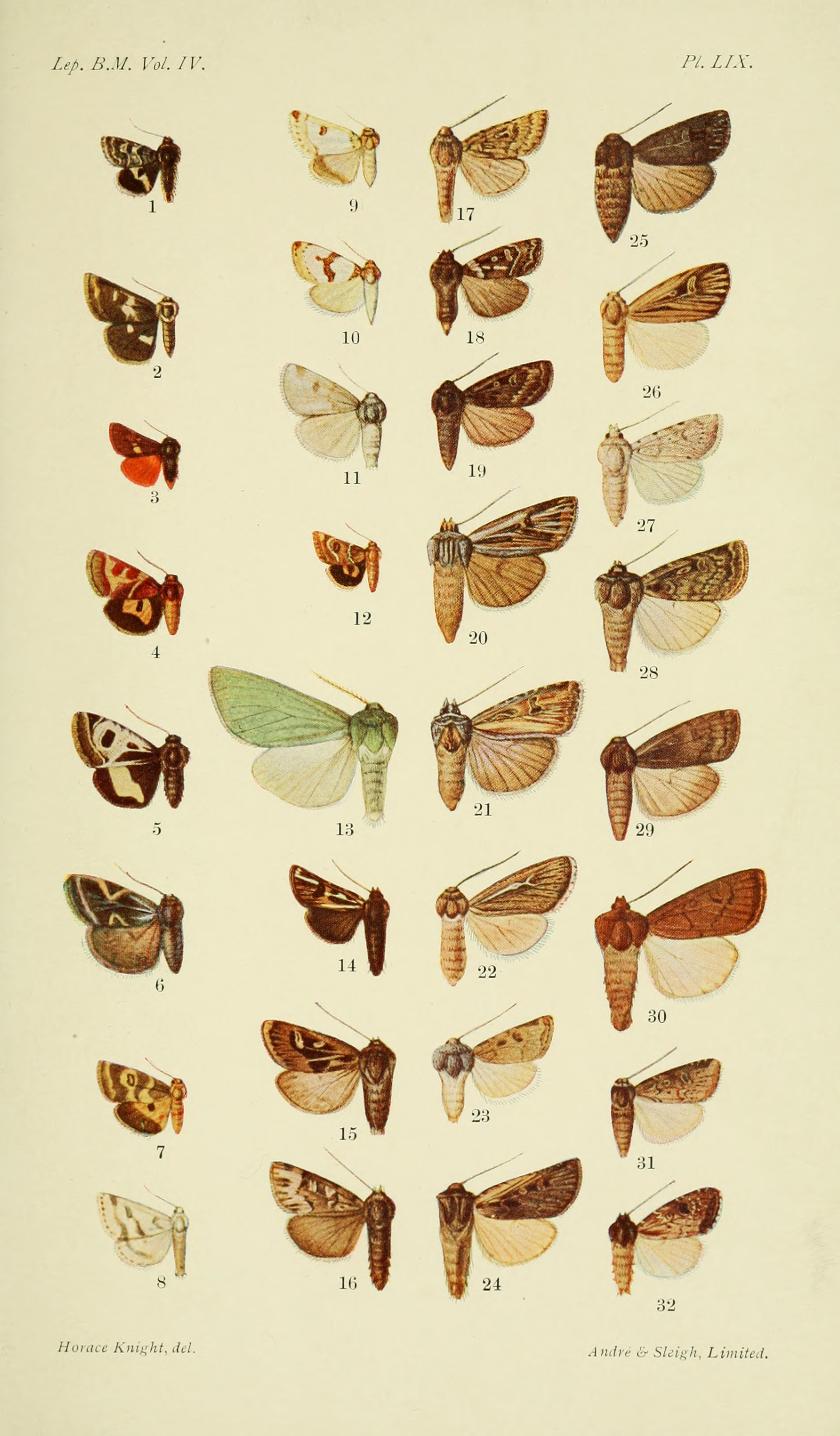
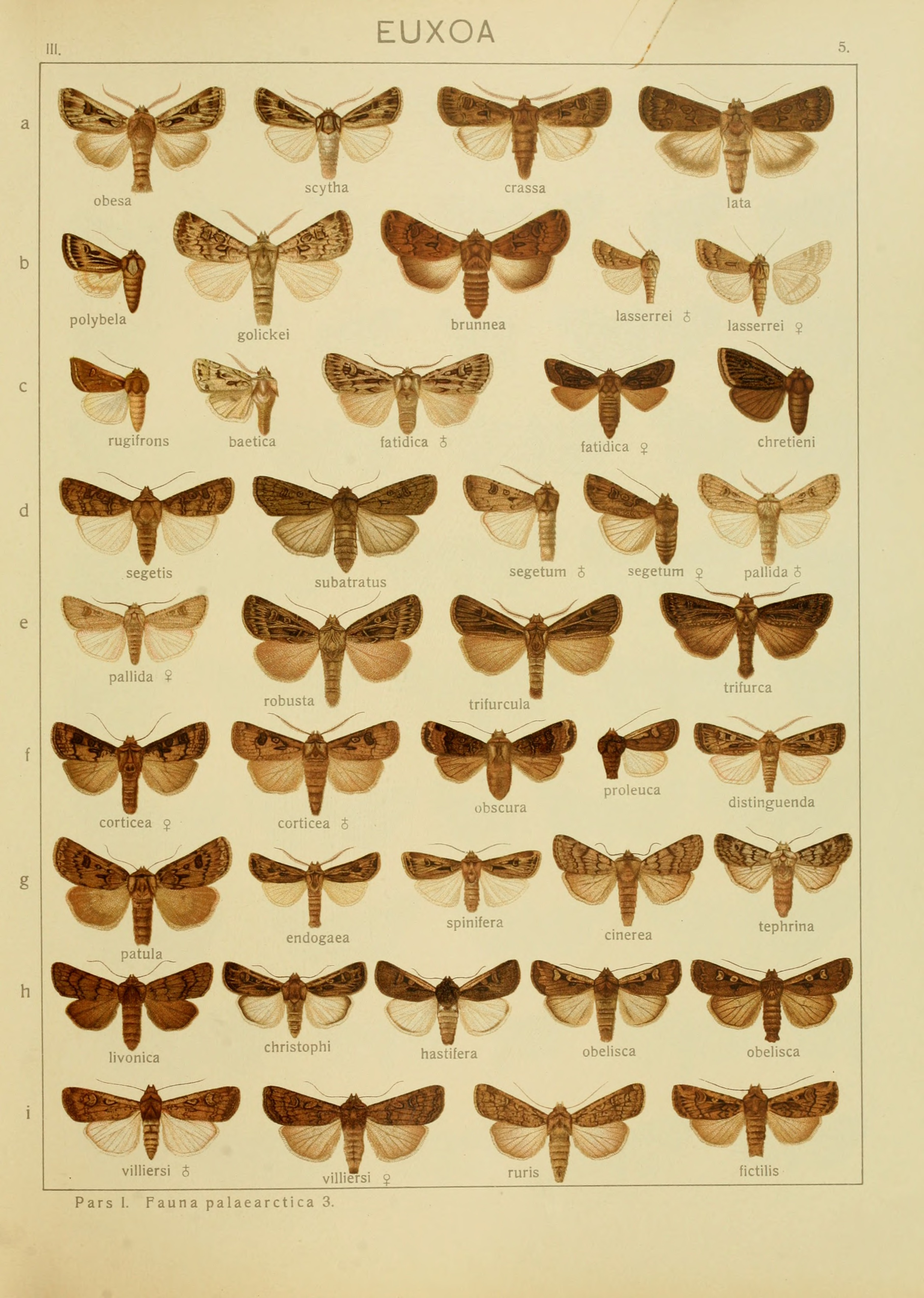
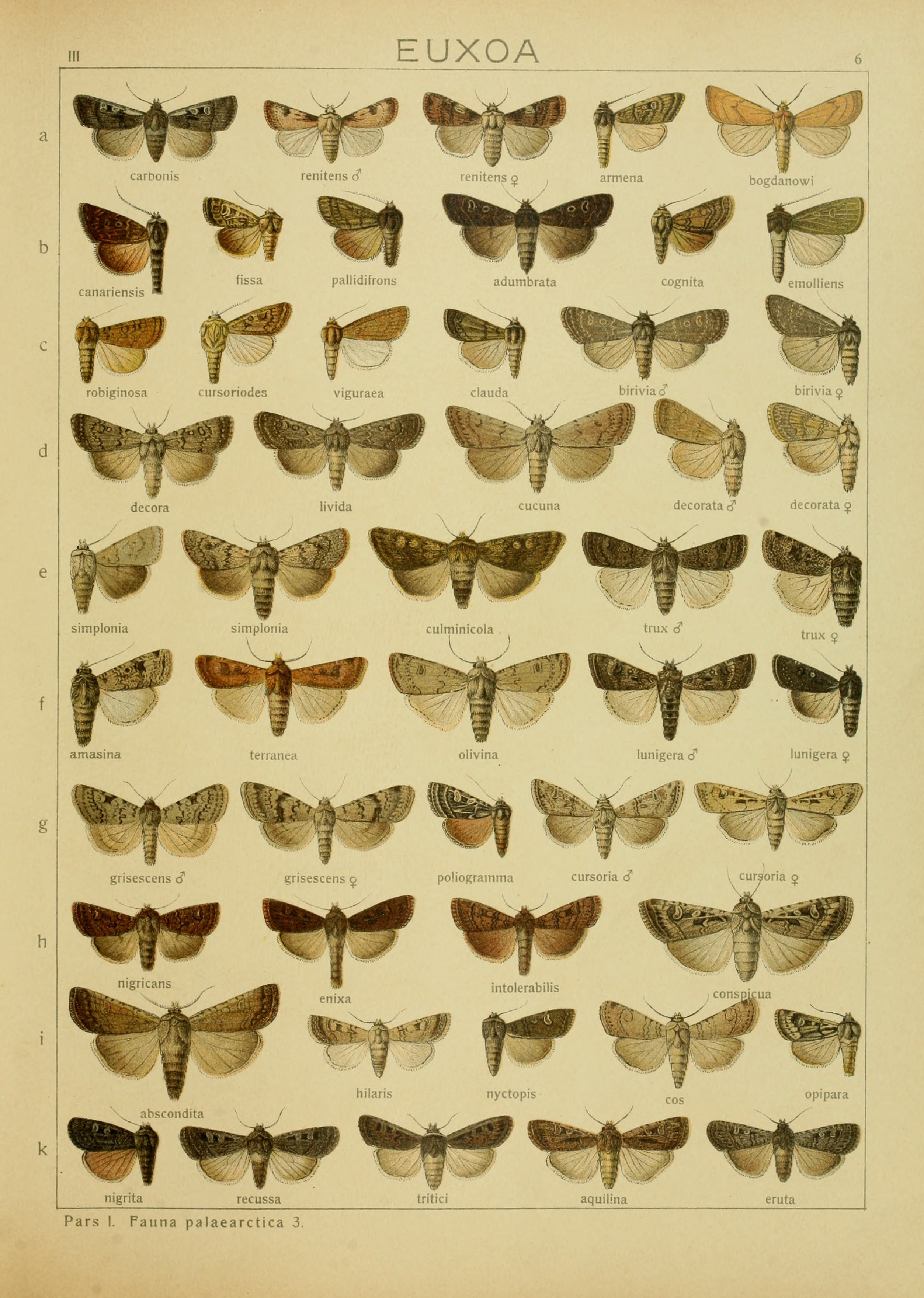